# Ил Пјано (Ђенова)
Ил Пјано је насеље у Италији у округу Ђенова, региону Лигурија.
Према процени из 2011. у насељу је живело 20 становника. Насеље се налази на надморској висини од 200 м.